# Balinac
Balinac (serbisch-kyrillisch : Балинац) ist ein Dorf in der Opština Knjaževac und im Okrug Zaječar im Osten Serbiens.

## Geographie
Balinac liegt am südlichen Ausläufer der Karpaten, im südlichen Teil der Region Timočka Krajina. 

## Einwohner
Laut Volkszählung 2002 (Eigennennung) gab es 38 Einwohner. Alle von ihnen waren Serben.
Weitere Volkszählungen:
| 1948 | 1953 | 1961 | 1971 | 1981 | 1991 | 2002 | 2011 |
| ---- | ---- | ---- | ---- | ---- | ---- | ---- | ---- |
| 556  | 493  | 400  | 287  | 126  | 61   | 38   | 19   |

## Belege
1. ↑  Gesamtergebnis der Volkszählung vom April 2002 (englisch) (Memento vom 6. März 2009 im Internet Archive) (PDF-Datei; 370 kB)
2. ↑  Република Србија: Републички завод за статистику: УПОРЕДНИ ПРЕГЛЕД БРОЈА СТАНОВНИКА: 1948, 1953, 1961, 1971, 1981, 1991, 2002. И 2011. (= Popis 2011. Band 20). Република Србија Републички завод за статистику, Belgrad 2014, ISBN 978-86-6161-109-4, S. 103 (serbisch, gov.rs [PDF]).